# نوعان (مكيراس)

تعديل مصدري - تعديل

نوعان هي إحدى قرى عزلة مكيراس بمديرية مكيراس التابعة لمحافظة البيضاء، بلغ تعداد سكانها 20 نسمة حسب تعداد اليمن لعام 2004.